# Carrington (månekrater)
Carrington er et nedslagskrater på Månen. Det befinder sig på nordøstlige del af Månens forside og er opkaldt efter den engelske astronom Richard C. Carrington (1826 – 1875).
Navnet blev officielt tildelt af den Internationale Astronomiske Union (IAU) i 1935. 

## Omgivelser
Carringtonkrateret ligger lige nordøst for Schumacherkrateret i et stræk med stærkt ujævnt terræn mellem de to små månehave Lacus Temporis mod nordvest og det mindre Lacus Spei mod øst. Nordøst for Carrington ligger Mercuriuskrateret.

## Karakteristika
Randen af dette krater er næsten uden særlige træk, men et let fremspring i den nordlige ende gør det tåreformet. Kraterbunden er næste flad og uden særlige kendetegn.

## Måneatlas
- Billeder af Carringtonkrateret i LPI-måneatlasset